# Страгора (заказник)
Стра́гора — лісовий заказник місцевого значення в Україні. Об'єкт розташований на території Надвінянського району Івано-Франківської області, на південний захід від села Лоєва. 
Площа — 840 га, статус отриманий у 1980 році. Перебуває у віданні ДП «Надвірнянський держлісгосп» (Надвірнянське л-во, кв. 46—51). 
Статус присвоєно для збереження лісового масиву з різновіковими насадженнями ялиці, смереки, бука і дуба; в домішку — береза, осика.

## Галерея

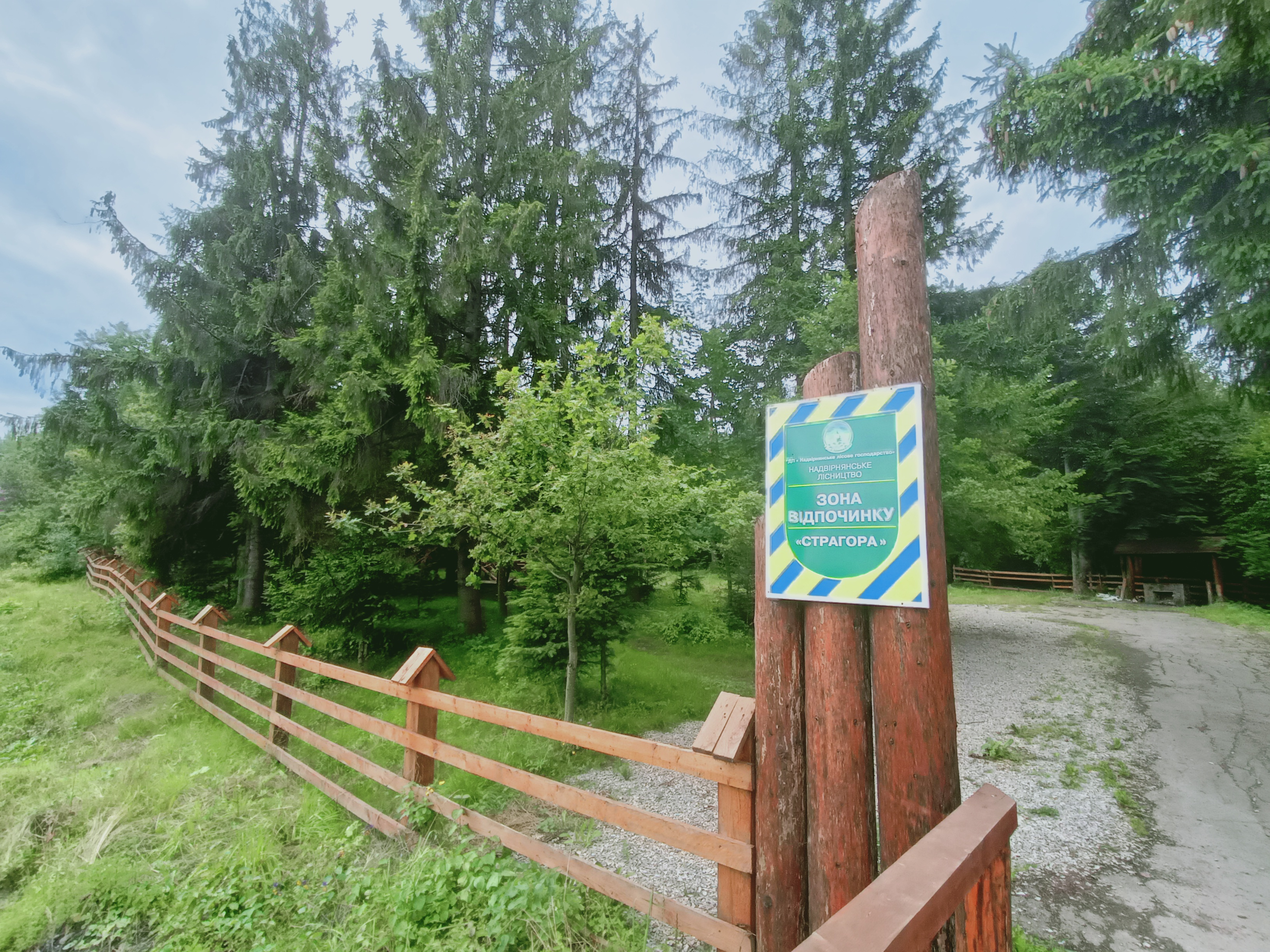
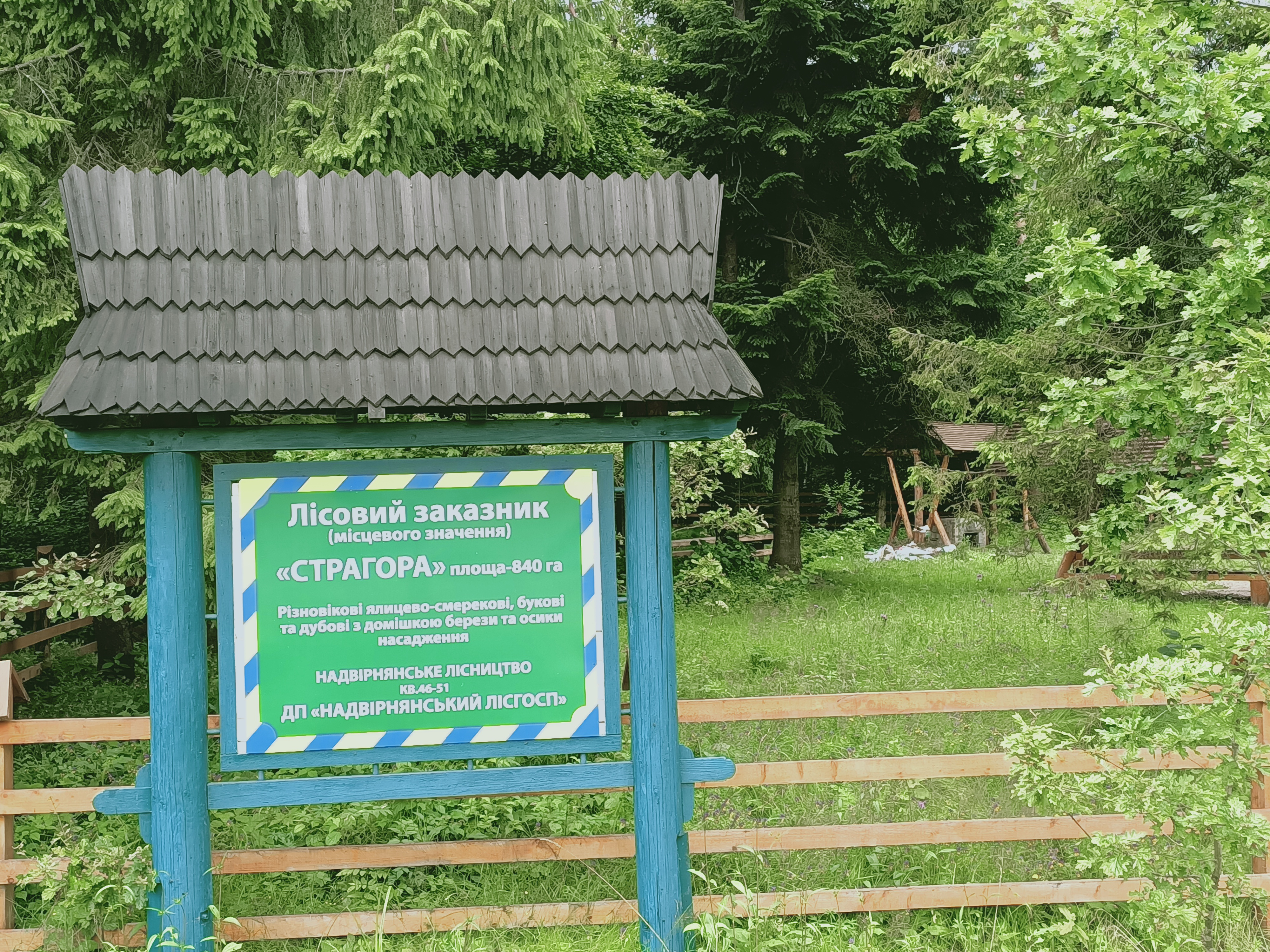
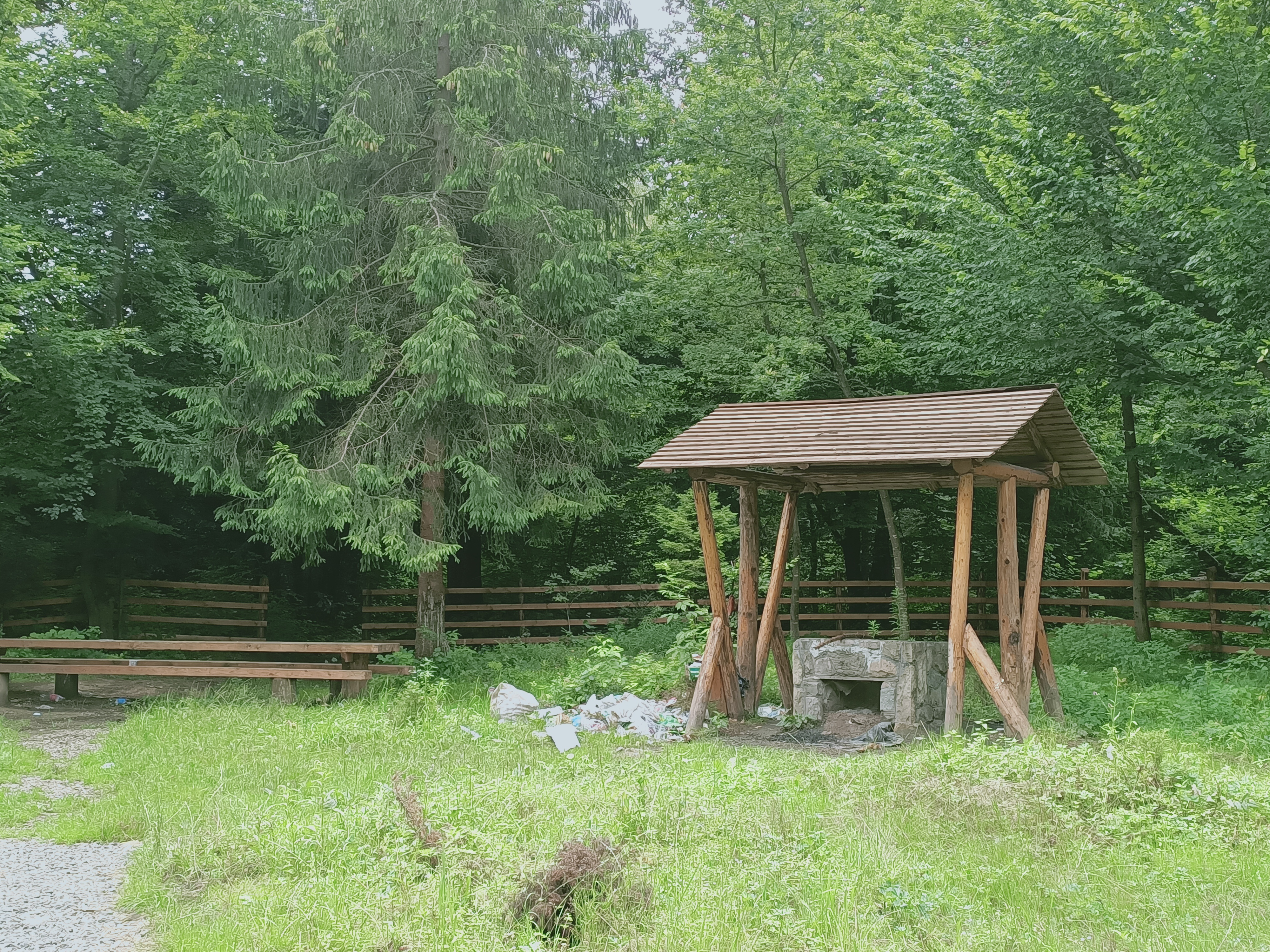